# Клод (Техас)
Клод (англ. Claude) — місто (англ. city) в США, в окрузі Армстронг штату Техас. Населення — 1186 осіб (2020).

## Географія
Клод розташований за координатами 35°6′27″ пн. ш. 101°21′46″ зх. д. / 35.10750° пн. ш. 101.36278° зх. д. (35.107367, -101.362882).  За даними Бюро перепису населення США в 2010 році місто мало площу 4,45 км², з яких 4,45 км² — суходіл та 0,00 км² — водойми.

## Демографія
Згідно з переписом 2010 року, у місті мешкало 1196 осіб у 448 домогосподарствах у складі 328 родин. Густота населення становила 269 осіб/км².  Було 518 помешкань (116/км²).
Расовий склад населення:
| - 92,6 % — білих - 0,8 % — корінних американців - 0,3 % — чорних або афроамериканців - 5,1 % — осіб інших рас |

До двох чи більше рас належало 1,1 %. Частка іспаномовних становила 7,6 % від усіх жителів.
За віковим діапазоном населення розподілялося таким чином: 24,6 % — особи молодші 18 років, 55,4 % — особи у віці 18—64 років, 20,0 % — особи у віці 65 років та старші. Медіана віку мешканця становила 42,8 року. На 100 осіб жіночої статі у місті припадало 90,7 чоловіків;  на 100 жінок у віці від 18 років та старших — 87,1 чоловіків також старших 18 років.
Середній дохід на одне домашнє господарство  становив 77 831 долар США (медіана — 60 069), а середній дохід на одну сім'ю — 89 747 доларів (медіана — 76 667). За межею бідності перебувало 7,8 % осіб, у тому числі 3,8 % дітей у віці до 18 років та 3,4 % осіб у віці 65 років та старших.
Цивільне працевлаштоване населення становило 572 особи. Основні галузі зайнятості: освіта, охорона здоров'я та соціальна допомога — 24,1 %, будівництво — 17,7 %, роздрібна торгівля — 8,9 %, публічна адміністрація — 7,5 %.